# آر. كليفورد لافي
آر. كليفورد لافي هو قاضي كندي، ولد في 19 أكتوبر 1905 في Sherwood, Nova Scotia ‏ في كندا، وتوفي في 4 مارس 1971 في Bridgewater, Nova Scotia ‏ في كندا.